# Juan Mestre y Bosch
Juan Mestre y Bosch fue un pintor español del siglo XIX.

## Biografía

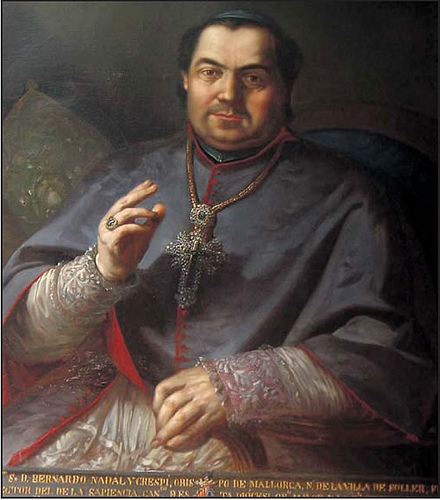
Bernardo Nadal y Crespí, obispo de Mallorca.

Pintor natural de Palma de Mallorca, fue discípulo de Bartolomé Sureda y de las Escuelas de Bellas Artes de Palma y Barcelona. Desempeñó algún tiempo gratuitamente la cátedra de anatomía y dibujo de paisaje en la Sociedad Económica mallorquina de Amigos del País. Obtuvo tres medallas de oro, tres de plata y una de cobre en las Exposiciones provinciales, y fue autor de muchos cuadros que figuran en los templos de las islas Baleares. Fue asimismo individuo de número de la Academia de Palma, corresponsal de la de San Fernando y pintor honorario de cámara.
En la Exposición de las Baleares de 1849 presentó un retrato al óleo del canónigo Guillermo Descallar y otras pinturas. En la de Bellas Artes de Madrid celebrada en 1860, los retratos del Sr. Salvá, obispo de Mallorca; D. J . Llobera, Fr. Don Mariano Conrado, y El autor; y en la del año 1864, Hermanas de la Caridad, El tránsito de la beata Catalina Tomás, Dos cuadros de caza muerta y Retrato del torrero de faros más antiguo de España. En la de Palma de Mallorca de 1876, Una Virgen y dos Retratos.